# ピアノ協奏曲第2番 (チャイコフスキー)
ピアノ協奏曲第2番ト長調 作品44は、ピョートル・チャイコフスキーが作曲したピアノ協奏曲のひとつ。

## 概要
1879年から1880年にかけて作曲された。初演は1882年5月22日、モスクワにてアントン・ルビンシテインの指揮、セルゲイ・タネーエフのピアノにより行われた。ニコライ・ルビンシテインに献呈されている。チャイコフスキーのピアノ協奏曲は未完のものも含めて全部で3曲存在するが、第1番が圧倒的に有名である一方、この第2番が演奏される機会は楽譜の入手が困難であることとピアノパートのカデンツァが華麗なことを含めLP時代は滅多になかった。
チャイコフスキーは、第1番の献呈を拒否されたニコライ・ルビンシテインにこの曲を書き、改めて献呈した。幾つか控えめに助言をして、ニコライは今度は献呈を受けた。そして初演では彼がピアノを担当するはずであったが、これを待たずに腸結核のため、1881年3月24日にパリで急死した。
近年は、チャイコフスキー・コンクールでも演奏の機会が増えつつある。

## 楽器編成
フルート2、オーボエ2、クラリネット2、ファゴット2、ホルン4、トランペット2、ティンパニ（3個）弦5部

## 演奏時間
- 原典版 - 約40分（各20分、13分、7分）だが、人によって開きが大きく50分近くかける人もいる。
- ジロティ版  - 約33分だが、これもカット箇所処理のため開きが大きくモイセイヴィチは31分である。

### 世界初録音
- 初版[2] - タチアナ・ニコラーエワのピアノ、ニコライ・アノーソフの指揮、ロシア国立交響楽団、1951年。
- ジロティ版 - ベンノ・モイセイヴィチのピアノ、ジョージ・ウェルドンの指揮、ロイヤル・リヴァプール・フィルハーモニー管弦楽団、1944年。

### 最多録音記録
フェレンツ・フリッチャイの指揮、RIAS放送交響楽団、1951年の録音をはじめとしてシューラ・チェルカスキーはDG(ジロティ版による。Kraus指揮)とVoxBox(Susskind指揮)とConcert Hall Society(Rachmilovich指揮)にも指揮者を変え再度録音している。NHK交響楽団の共演にもこれを用いたため、NHKのアーカイブにもこの録音が残っている。

## 曲の構成
第1楽章 - ト長調 4/4拍子 Allegro brillante e molto vivace
ソナタ形式。重厚なトゥッティと共にピアノが入ってくるダイナミックな楽章。非常に長い展開部があり、その最後には79小節にも及ぶカデンツァが置かれている。ジロティ版ではe molto vivaceが削除されたため、大きくテンポを落とした第1楽章の演奏も珍しくない。
第2楽章 - ニ長調 3/4拍子 Andante non troppo
3部形式。冒頭、ヴァイオリンとチェロによる長い二重奏の後、ピアノが入ってくる。中間部はロ短調になり、管楽器が活躍する。
第3楽章 - ト長調 2/4拍子 Allegro con fuoco
華麗なロンド楽章。A-B-A-B-Coda(A)の構造をとっており、副主題(B)は、後半変形されて扱われており、主要主題部(A)に比べて長めである。

## 校訂

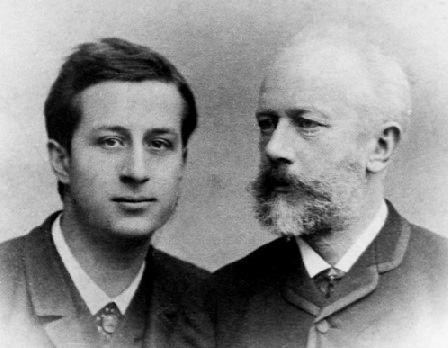
チャイコフスキーと共に写るジロティ（左側）

初版は1881年に出版されたが、チャイコフスキーの弟子のピアニスト・アレクサンドル・ジロティが、一部手を加えた『改訂版』を、1897年に作曲者の許可の下で出版している（第2楽章の冒頭がカットされ、ピアノパートに手が加えられている）。が、これはチャイコフスキーの意図を大きく逸脱していた（彼が認めたのは第1楽章と第2楽章のごく一部のカットのみ）。エディト・ファルナディとヘルマン・シェルヘンのコンビによる演奏はジロティ版が使用されている。
1955年、アレクサンドル・ゴリデンヴェイゼルが自筆譜を元に原典版を復活させて以降、ジロティ版が使われることは最近はあまりない。チャイコフスキー国際コンクールはゴリデンヴェイゼルによる原典版の使用が義務付けられている。